# Michelino/Storia di un lavoratore che rimane vittima delle disgrazie più cattive...
Michelino/Storia di un lavoratore che rimane vittima delle disgrazie più cattive... è il secondo singolo del gruppo cabarettistico veronese I Gatti di Vicolo Miracoli pubblicato nel 1971 da Variety.

## Il disco
Il singolo, pubblicato dalla casa discografica Variety in formato 7" a 45 giri con numero di catalogo  FNP-NP 10182, è la seconda esperienza discografica del gruppo cabarettistico de I Gatti di Vicolo Miracoli nella sua prima formazione capeggiata da Gianandrea Gazzola e con Spray Mallaby, Umberto Smaila, Nini Salerno e Jerry Calà, ma momentaneamente priva di Franco Oppini, che vi rientrerà in seguito.
Il disco è il primo supporto fonografico di genere cabarettistico/comico vero e proprio, i cui brani contenuti verranno entrambi inclusi nel primo album del gruppo dell'anno successivo, I Gatti di Vicolo Miracoli. Il gruppo non pubblicherà altri singoli fino al 1977, quando uscirà il loro terzo 7" Una città/In caduta libera.
Entrambi i brani sono arrangiati da Enrico Intra

## Tracce
Lato A
1. Michelino – 3:20 (Arturo Corso, Gianandrea Gazzola)

Lato B
1. Storia di un lavoratore che rimane vittima delle disgrazie più cattive... – 2:35 (Umberto Smaila, Gianandrea Gazzola)

## Formazione
- Gianandrea Gazzola
- Spray Mallaby
- Umberto Smaila
- Jerry Calà
- Nini Salerno